# Phylloxera georgiana
Phylloxera georgiana är en insektsart som beskrevs av Theodore Pergande 1904. Phylloxera georgiana ingår i släktet Phylloxera och familjen dvärgbladlöss. Inga underarter finns listade i Catalogue of Life.